# Powiat Ibaraki
Powiat Ibaraki (jap. 茨城郡 Ibaraki-gun) – dawny powiat w Japonii, w prefekturze Ibaraki.

## Historia
W pierwszym roku okresu Meiji na terenie powiatu znajdowało się 298 wiosek. Powiat był częścią prowincji Hitachi.
2 grudnia 1878 roku powiat został podzielony na dwa mniejsze – powiat Nishiibaraki i powiat Higashiibaraki, i tym samym został rozwiązany.